# Foucaucourt-Hors-Nesle

Foucaucourt-Hors-Nesle este o comună în departamentul Somme, Franța. În 1 ianuarie 2022 avea o populație de 79 de locuitori.